# Kujaku-Ō
Kujaku-Ō (孔雀王) est un manga de Makoto Ogino, prépublié dans les pages du magazine Young Jump entre 1986 et 1989 pour un total de 17 tankōbons (ou 11 volumes au format bunko). Il s'agit d'une série particulièrement orientée vers l'action et l'occultisme, et rappelant par son graphisme ou son niveau de violence des titres tels que JoJo's Bizarre Adventure ou Hokuto no Ken.

## Intrigue
Kujaku est un jeune moine Bouddhiste appartenant à l'organisation secrète Ura-Kōya, chargée au sein de la secte Shingon de chasser et de détruire démons ou monstres se manifestant dans notre monde. Lui et sa sœur jumelle, portée disparue, ont été dotés à la naissance d'un terrible pouvoir venant de Lucifer en personne, et dont il se sert pour  combattre les forces infernales. 
Le manga a été adapté en deux séries d'OAV de 3 et 2 épisodes. La seconde série a été dirigée par Rintaro.
Il existe une suite au manga du nom de Kujaku-Ō Taimaseiden, en 11 volumes.